# 張裕妃
張裕妃（1606年8月22日—1623年9月16日），顺天府涿州人，明熹宗妃。
初为宮婢，在天启三年因召幸受孕，铺宫。五月十八日，正式受封为裕妃。她的性情直烈，与客氏、魏忠贤不睦。因晚产数月尚不分娩，被客魏治以欺君之罪，幽禁于宮牆之內。八月初八日，正式革除妃号、冠服。张氏被断绝饮食，恰逢下雨，匍匐至檐下喝雨水，最后于二十二日饥渴而死，年仅十八岁，以宫女身份被焚化。
崇祯时，恢复张氏名位，加谥号悼顺，崇祯四年闰十一月二十二日，以妃礼迁葬于金山。与段纯妃、李成妃合葬于董四墓村明墓。

## 延伸阅读
[在维基数据编辑]
 《明史卷一百一十四》，出自《明史》